# Vysokokmenný les

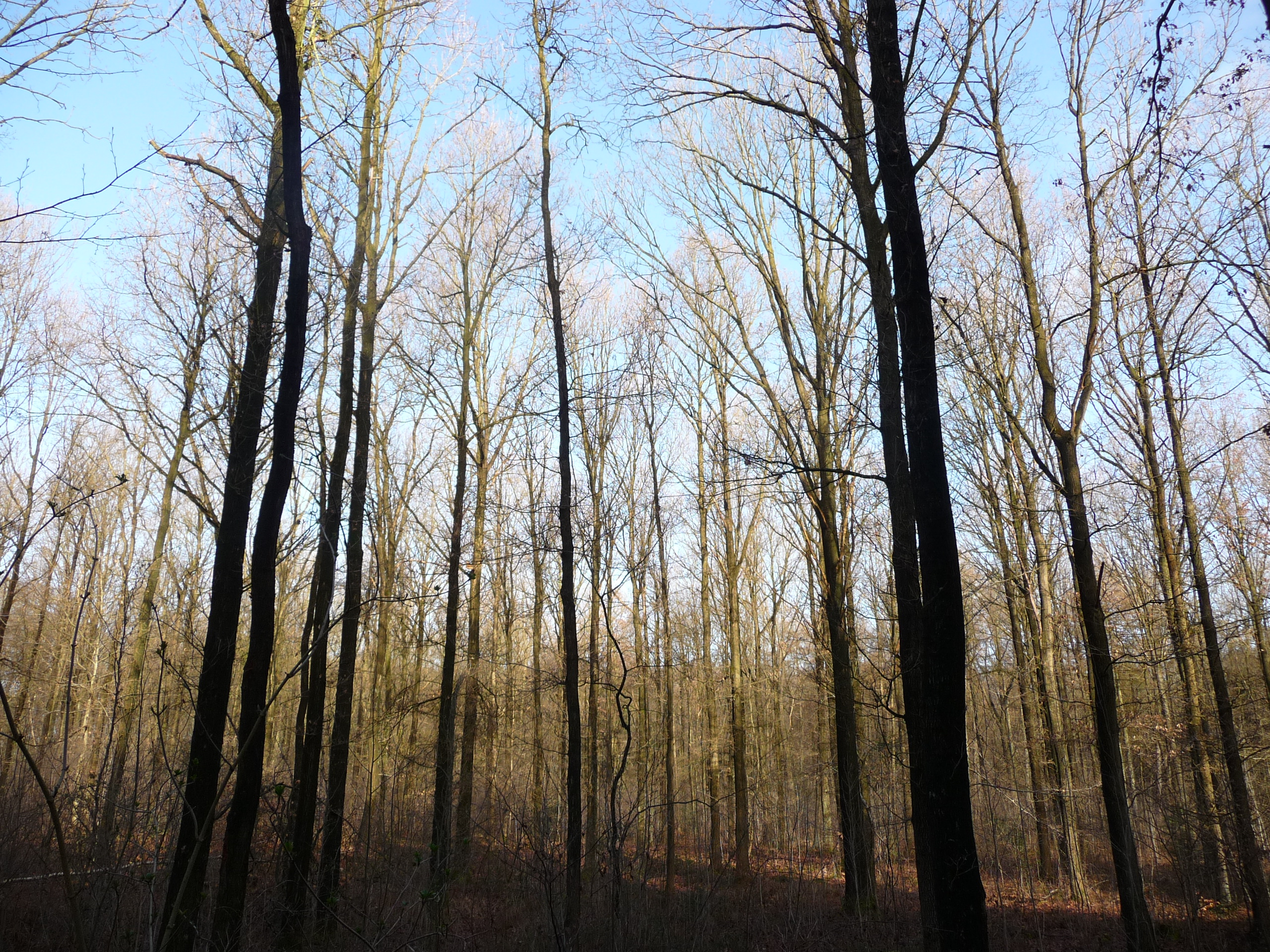
generativně obnovený les

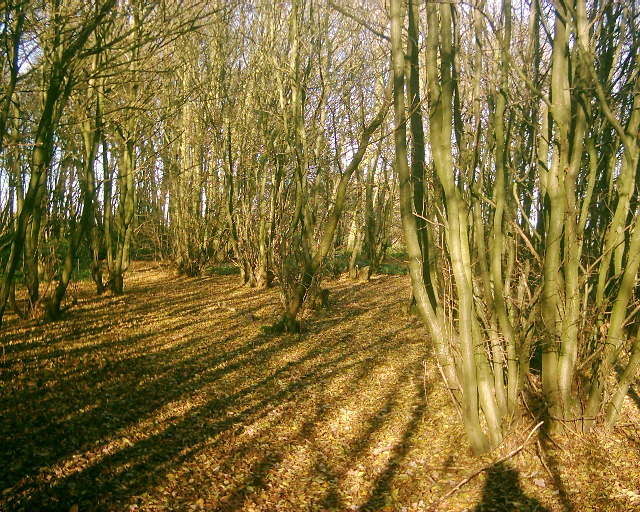
Výmladkový les s křivými, tenkými kmeny

Vysokokmenný les (synonymum: vysoký les) je na rozdíl od výmladkového lesa složen převážně ze dřevin obnovených generativní cestou (tj. semeny nebo sazenicemi). Tento lesnický termín se používá téměř výlučně pro vymezení lesů, které nejsou výmladkovými lesy nebo lesy sdruženými. Generativně obnovené stromy rostou z počátku pomaleji než výmladky, ale mají mnohem kvalitnější (rovné) kmeny. Vysokokmenný les tak díky kvalitnějšímu a silnějšímu dříví poskytuje vyšší finanční výnos než les výmladkový. Nevýhodou vysokokmenného lesa je mnohem delší obmýtí (oddálení finančních výnosů). 
Jde tedy o jeden ze tří tvarů lesa lišících se způsobem svého vzniku. Dalšími tvary jsou:
- Výmladkový les (synonyma: pařezina, nízký les nízký) – vzniká vegetativně, pařezovými nebo kořenovými výmladky
- Sdružený les (střední les) – je kombinací obou předchozích tvarů. Charakteristická je existence dvou nebo více pater. Horní patra jsou tvořena generativně obnovenými dřevinami (zpravidla v násobcích obmýtí pařeziny) a nejnižší etáž tvoří vegetativně obnovené výmladky.

Naprostá většina lesů v České republice jsou tedy lesy vysokokmenné. 